# Misanteca sericea
Misanteca sericea là loài thực vật có hoa trong họ Nguyệt quế. Loài này được (Griseb.) Lundell miêu tả khoa học đầu tiên năm 1969.